# Norberto Fontana
Norberto Edgardo Fontana (Arrecifes, 20 de janeiro de 1975) é um automobilista argentino.

## Carreira
A carreira de Fontana iniciou, como de costume, no kart, ganhando seu primeiro título aos 8 anos. Migrou aos monopostos em 1993, quando guiou na Fórmula Ford suíça. Ainda pilotou na Fórmula 3 alemã, no TC-2000 e na Turismo Carretera.

### Fórmula 1
Fontana disputou quatro provas da Fórmula 1 pela equipe Sauber, todas em 1997. Mas aquele não foi o primeiro contato dele com um carro da categoria; em 1994, aos 19 anos, testou um carro da mesma Sauber, e chegou a ser sondado para substituir o austríaco Karl Wendlinger - fora da temporada após grava acidente em Mônaco - , mas acabou não sendo lembrado em nenhum momento, em virtude de sua pouca experiência em monopostos - estreara apenas em 1993.
Sua carreira na F-1 foi conturbada, pois não completou nenhuma corrida na zona de pontos. Ainda foi alvo de uma polêmica no GP da Europa, realizado no circuito de Jerez de la Frontera.
Segundo entrevista ao jornal argentino Olé, Fontana recebeu ordens do diretor da Ferrari, Jean Todt, de bloquear a passagem do rival canadense Jacques Villeneuve. Sua equipe competia com motores Ferrari naquela época. O argentino abriu passagem para Schumacher e acabou bloqueando Villeneuve. Fontana, entre outras coisas, disse:
Depois da fugaz participação em 1997, Fontana nunca mais foi lembrado por nenhuma equipe para disputar outras provas da F-1.

### CART
Três anos depois de sua curta carreira na F-1, Fontana foi contratado pela equipe Della Penna para suceder o norte-americano Richie Hearn para disputar a temporada 2000 da Fórmula CART. Não foi bem-sucedido em sua aventura na categoria, tendo disputado dez provas (falhou a classificação para o GP de Motegi), e marcando apenas dois pontos.